# 柳溥
柳 溥（りゅう ふ、生年不詳 - 天順5年3月12日（1461年4月22日））は、明代の軍人。本貫は安慶府懐寧県。

## 生涯
柳升の子として生まれた。宣徳10年（1435年）2月、安遠侯の爵位を嗣いだ。正統元年（1436年）、中府を管掌した。通済河が決壊すると、太監の沐敬や尚書の李友直とともに兵5万と民夫1万を動員して堤防の修築にあたった。正統3年（1438年）、征蛮将軍・総兵官として広西に出向した。柳溥は清廉慎重な性格であったが、法令制度を守ることができず、その統治は緩み、瑤族や僮族が反乱を起こした。柳溥は前後して大藤峡の反乱の首領を斬り、柳州・思恩府の少数民族の寨を破ったものの、広西に反乱が横行するようになった。正統10年（1445年）、柳溥は慶遠の少数民族の反乱を鎮圧した。正統14年（1449年）12月、神機営を管掌した。石亨や楊洪とともに京営の兵を練兵した。景泰5年（1454年）、再び広西に出向して駐屯した。天順元年（1457年）2月、広西の少数民族の反乱を撃破した。4月、北京に召還され、右府を管掌した。5月、宣府・大同を守備することになった。太傅に累進した。12月、平虜大将軍・総兵官として甘州・涼州に出向し、ボライの侵攻を防御することになった。天順2年（1458年）、ボライが涼州に侵入したが、柳溥は城門を閉ざして出戦せず、敵が略奪に飽きて去るのに任せた。弾劾を受けて罷免され、郷里に帰って隠居した。ほどなく復帰して神機営を管掌した。
天順5年3月癸丑（1461年4月22日）、死去した。諡は武粛といった。
子の柳承慶が早逝したため、孫の柳景が安遠侯の爵位を嗣いだ。